# 낸시 헨드릭슨
낸시 헨드릭슨(Nancy Hendrickson, 1950년 8월 8일 ~ )은 미국의 배우, 각본가, 영화 프로듀서, 영화배우이다. 필라델피아에서 태어났다. 공포 영화 마더스 데이로 알려진 인물이다.

## 경력
낸시는 1980년 호러 영화 《마더스 데이》에서 애비 역으로 주연을 맡았는데, 이 영화는 숲으로 캠핑을 갔다가 미친 형제 두 명과 그들의 어머니(베아트리체 폰스 분)에게 납치되어 고문을 당하는 세 명의 젊은 여성에 관한 영화이다. 이 영화는 일부 국가에서 수년간 금지되었다. 배우로서 이 영화가 그녀의 유일한 영화였다. 2007년과 2009년에 그녀는 두 편의 단편 영화 더 힐링(The Healing)과 섀도스 앤 나이트(Shadows and Light)를 감독, 제작하고 각본을 썼다.

## 영화
- 마더스 데이 (1980년)